# Милутин Ивковић
Милутин Ивковић (Београд, 3. март 1906 — Јајинци, 25. мај 1943) био je југословенски фудбалер, лекар и резервни санитетски поручник Југословенске војске.

## Биографија
Рођен је у Београду од оца Јована, пуковника, и мајке Миле, ћерке војводе Радомира Путника
Фудбал је почео да игра у омладинској екипи београдске Југославије. Веома брзо је постао првотимац и за свој клуб је од 1922. до 1929. одиграо 235 утакмица. Пред крај каријере је прешао у БАСК. За репрезентацију Београда је одиграо 42 утакмице, једну мање од рекордера Моше Марјановића. Одиграо је и две утакмице за Б репрезентацију.
Од 1925. до 1934. године одиграо је 40 утакмица за репрезентацију Југославије, са којом је учествовао на Деветим Олимпијским играма у Амстердаму, 1928. и на Једанаестим Олимпијским играма у Берлину 1936. године. Учествовао је и на Светском првенству 1930. у Монтевидеу. Дебитовао је 28. октобра 1925. у пријатељској утакмици против Чехословачке (0-7) у Прагу, а последњу утакмицу у дресу националног тима одиграо је 16. децембра 1934. против Француске (2-3) у Паризу.
Дипломирао је на Медицинском факултету у Београду 1934. године, и после одслужења војног рока отворио је своју ординацију у Кнез Михаиловој 5 где је радио као лекар дерматолог. На иницијативу Савеза комунистичке омладине Југославије (СКОЈ) био је један од организатора бојкота Олимпијских игара у Берлину 1936. године. Био је и главни уредник часописа „Младост“, који је такође покренут на иницијативу СКОЈ-а. На том месту је био од јуна 1938. па све док власти Краљевине Југославије нису забраниле тај часопис. Имао је чин резервног санитетског поручника Југословенске војске.
После окупације Југославије, 1941. године, сарађивао је са Народноослободилачким покретом. Због своје повезаности са радничким покретом и Комунистичком партијом више пута је хапшен и прогањан. На фудбалском терену се последњи пут појавио 6. маја 1943, на молбу својих другова, приликом прославе 40 година постојања БАСК-а. Недуго после тога, 24. маја 1943. у 23:45 хапси га Гестапо и затвара у логор на Бањици. Стрељан је наредног јутра у Јајинцима због „комунистичке делатности“.
Био је ожењен Елом, ћерком адвоката Фридриха Попса, имали су двоје деце.
Фудбалски савез Србије поставио је 1951. године спомен-плочу на стадиону ЈНА, а једна улица поред стадиона носи његово име. Његова биста поред стадиона Стадиона Партизана постављена је 1970. године, била је висока 70 центиметара, заједно са постољем 217 центиметара и била је дело вајара Славољуба Ваве Станковића. Украдена је са постамента 2012. године. После писања „Политике“ о томе, због великог интересовања „Политика“ је покренула акцију „Вратимо споменик Милутинцу“ у марту 2013. године. Споменик је постављен у мају 2013. године.

## Трофеји

### СК Југославија
- Првенство (2): 1924. и 1925.